# Bateria de íon de sódio
Baterias de íon de sódio (NIBs ou BISs) são vários tipos de baterias recarregáveis, que utilizam íons de sódio (Na+) como seus portadores de carga. Em alguns casos, o seu princípio de funcionamento e a construção da célula são semelhantes aos das baterias de iões de lítio (LIB), mas substitui o lítio pelo sódio como material catódico, que pertence ao mesmo grupo na tabela periódica que o lítio e, portanto, tem propriedades químicas semelhantes. Em outros casos, as baterias aquosas de íons de Na são bastante diferentes das baterias de íons de lítio.
As BISs receberam interesse acadêmico e comercial nas décadas de 2010 e 2020, em grande parte devido à distribuição geográfica desigual, ao alto impacto ambiental e ao alto custo de muitos dos materiais necessários para as baterias de íons de lítio. Uma vantagem óbvia do sódio é a sua abundância natural, particularmente em água salgada.
Não menos importante é o fato de que o cobalto, o cobre e o níquel não são necessários para muitos tipos de baterias de iões de sódio, e os materiais mais abundantes à base de ferro funcionam bem em baterias de Na+, embora não sejam adequados para baterias de Li+. Essa diferença se deve ao maior raio iônico do Na+ em comparação ao Li+, o que impede a troca de lugar entre o metal alcalino e os íons do metal de transição.
Ao mesmo tempo, o maior raio iônico do Na+ resulta em um movimento mais lento desse íon dentro das redes cristalinas. Por exemplo, a troca de Na+ em NaFeSO4F é muito mais lenta do que a de Li+ em LiFeSO4F, embora ambos os cristais tenham a mesma estrutura tavorita. Outros desafios à adoção de CIS incluem a menor densidade energética e o ciclo de vida curto.

## História
O desenvolvimento da bateria de íon de sódio ocorreu na década de 1970 e no início da década de 1980. No entanto, na década de 1990, as baterias de íon de lítio demonstraram ser mais promissoras comercialmente, fazendo com que o interesse pelas baterias de íon de sódio diminuísse. No início da década de 2010, as baterias de íon de sódio ressurgiram, impulsionadas em grande parte pelo custo crescente das matérias-primas para baterias de íon de lítio.

## Princípio de funcionamento
As células BIS consistem em um cátodo baseado em um material à base de sódio, um ânodo (não necessariamente um material à base de sódio) e um eletrólito líquido contendo sais de sódio dissociados em solventes polares próticos ou apróticos. Durante o carregamento, os íons de sódio se movem do cátodo para o ânodo enquanto os elétrons viajam através do circuito externo. Durante a descarga, ocorre o processo inverso.

## Comparação
As baterias de íon de sódio têm várias vantagens sobre as tecnologias de bateria concorrentes. Em comparação com as baterias de íon-lítio, as baterias de íon-sódio têm um custo um pouco mais baixo, melhores características de segurança e características de fornecimento de energia semelhantes, mas também uma densidade de energia mais baixa.
A tabelas abaixo compara o desempenho geral dos NIBs em relação às duas tecnologias de baterias recarregáveis estabelecidas no mercado atualmente: a bateria de íons de lítio e a bateria recarregável de chumbo-ácido.
|                                                        | Bateria de íon de sódio                                                      | Bateria de íon de lítio                                                     | Bateria de chumbo ácido       |
| ------------------------------------------------------ | ---------------------------------------------------------------------------- | --------------------------------------------------------------------------- | ----------------------------- |
| Custo por quilowatt-hora de capacidade                 | US$ 40–77 (teórico em 2019)                                                  | $ 137 (média em 2020).                                                      | US$ 100–300                   |
| Densidade de energia volumétrica                       | 250–375 W·h/L, baseado em protótipos                                         | 200–683 W·h/L                                                               | 80–90 W·h/L                   |
| Densidade de energia gravimétrica (energia específica) | 75–200 W·h/kg, com base em protótipos e anúncios de produtos                 | 120–260 W·h/kg (sem necessidade de caixa protetora para bateria no veículo) | 35–40 Wh/kg                   |
| Ciclos a 80% da profundidade de descarga               | Centenas a milhares.                                                         | 3.500                                                                       | 900                           |
| Segurança                                              | Baixo risco para baterias aquosas, alto risco para Na em baterias de carbono | Alto risco                                                                  | Risco moderado                |
| Materiais                                              | Terra abundante                                                              | Escasso                                                                     | Tóxico                        |
| Estabilidade no ciclo                                  | Alto (autodescarga insignificante)                                           | Alto (autodescarga insignificante)                                          | Moderado (alta autodescarga ) |
| Eficiência de ida e volta em corrente contínua         | até 92%                                                                      | 85–95%                                                                      | 70–90%                        |
| Faixa de temperatura                                   | −20 °C a 60 °C                                                               | Aceitável: −20 °C a 60 °C. Ideal: 15 °C a 35 °C                             | −20 °C a 60 °C                |

## Comercialização
Empresas em todo o mundo têm trabalhado para desenvolver baterias de íon de sódio comercialmente viáveis. Uma bateria de rede de 5 MW/10 MWh de 2 horas foi instalada na China em 2023.